# Ebaeides dohertyi
Ebaeides dohertyi är en skalbaggsart som beskrevs av Stefan von Breuning 1969. Ebaeides dohertyi ingår i släktet Ebaeides och familjen långhorningar. Inga underarter finns listade i Catalogue of Life.